# Fritz Jacobus
Friedrich (Fritz) Otto Jacobus (* 29. November 1885 in Ludwigshafen am Rhein; † 31. August 1951 in Stadtsteinach) war ein deutscher Verwaltungsjurist und Landrat.

## Leben
Fritz Jacobus absolvierte ein Studium der Rechtswissenschaften und war als Assessor beim Bezirksamt Speyer tätig, als er dort am 20. Juli 1920 zum Bezirksamtmann ernannt wurde. Während dem Studium erwarb er eine lebenslange Mitgliedschaft beim Corps Baruthia.  Im Januar 1925 wechselte er zur Regierung der Pfalz. Zum Jahresbeginn 1927 wurden ihm Titel und Rang eines Regierungsrats verliehen. Am 16. Januar 1933 übernahm er als Bezirksoberamtmann (ab 1939 Landrat) die Leitung des Bezirksamtes Bergzabern (ab 1939 Landkreis Bergzabern). Diese Funktion hatte er bis Februar 1945 inne, als er beurlaubt und im Juni 1945 durch die französische Militärregierung entlassen wurde. Zum 1. September 1949 wurde er als Regierungsrat beim Oberversicherungsamt Speyer wieder in den Dienst eingestellt. Zum 1. Dezember 1950 wurde er in den Ruhestand verabschiedet. 
Seit dem 1. Juni 1933 war er Mitglied der SA, wo er Rottenführer war. Zum 1. Mai 1937 trat er in die NSDAP ein (Mitgliedsnummer 5.130.725).